# The Bank Dick
The Bank Dick (bra O Guarda) é um filme de comédia norte-americano de 1940, estrelado e escrito por W. C. Fields e dirigido por Edward F. Cline.